# Élections à Nauru
Pour un article plus général, voir Politique à Nauru.
Les seules élections nationales à Nauru sont des élections législatives, qui ont lieu tous les trois ans.
Les dix-huit députés du Parlement national sont élus au suffrage universel direct par les citoyens âgés d'au moins vingt ans, répartis en huit circonscriptions. La participation des citoyens à l'élection est obligatoire - tout comme en Australie, l'ancienne puissance coloniale. La non-participation est punie par une amende de 6 A$,. L'exécutif, constitué du président de la république et de ses ministres, émane du législatif. Le Président est choisi par les députés parmi leurs pairs, et nomme ses ministres parmi les députés.

## Système électoral
Le système électoral actuel a été adopté le 21 janvier 1971, et est communément appelé « système Dowdall ». Il s'agit d'un système de vote préférentiel. L'électeur doit indiquer un ordre de préférence pour tous les candidats dans sa circonscription. Son bulletin de vote n'est valide que s'il a assigné un ordre de préférence à chaque candidat. Le candidat qu'il classe premier reçoit une voix pleine ; celui qu'il classe second reçoit une demi-voix (0,5 voix) ; celui qu'il classe troisième reçoit un tiers de voix (0,33 voix), et ainsi de suite. Dans chaque circonscription, les deux candidats ayant reçu le plus de voix par ce biais sont élus - sauf à Ubenide, où les quatre candidats ayant le plus de voix sont élus,.
Par exemple, aux élections de juin 2010, dans la circonscription de Yaren (la capitale de facto), où votaient 415 électeurs, il y eut cinq candidats. Dominic Tabuna reçut 254,667 voix ; Kieren Keke, 232,167 ; Brian Amwano, 121,9 ; Charmaine Scotty, 206,483 ; et John Julius, 125,507. Dominic Tabuna et Kieren Keke furent donc élus députés de Yaren.